# 元欠町
元欠町（もとかけまち）は、愛知県岡崎市の町名。現行行政地名は元欠町1丁目から元欠町5丁目。

## 地理
岡崎市の地理的中央からやや西にずれた所に位置する。町内に丁番を持つが小字は持たない。

## 世帯数と人口
2019年（令和元年）5月1日現在の世帯数と人口は以下の通りである。
| 町丁   | 世帯数  | 人口  |
| ------ | ------- | ----- |
| 元欠町 | 234世帯 | 465人 |

### 人口の変遷
国勢調査による人口の推移
| 1995年（平成7年）  | 430人 | [ 5 ] |  |
| 2000年（平成12年） | 467人 | [ 6 ] |  |
| 2005年（平成17年） | 472人 | [ 7 ] |  |
| 2010年（平成22年） | 459人 | [ 8 ] |  |
| 2015年（平成27年） | 441人 | [ 9 ] |  |

## 小・中学校の学区
市立小・中学校に通う場合、学区は以下の通りとなる。
| 番・番地等 | 小学校             | 中学校             |
| ---------- | ------------------ | ------------------ |
| 全域       | 岡崎市立根石小学校 | 岡崎市立甲山中学校 |

## 歴史
額田郡欠村の一部を前身とする。

### 沿革
- 1957年（昭和32年） - 欠町の一部より、元欠町が成立[11]。

## 交通
- 都市計画道路伝馬町線
  - 伝馬通り

## 施設

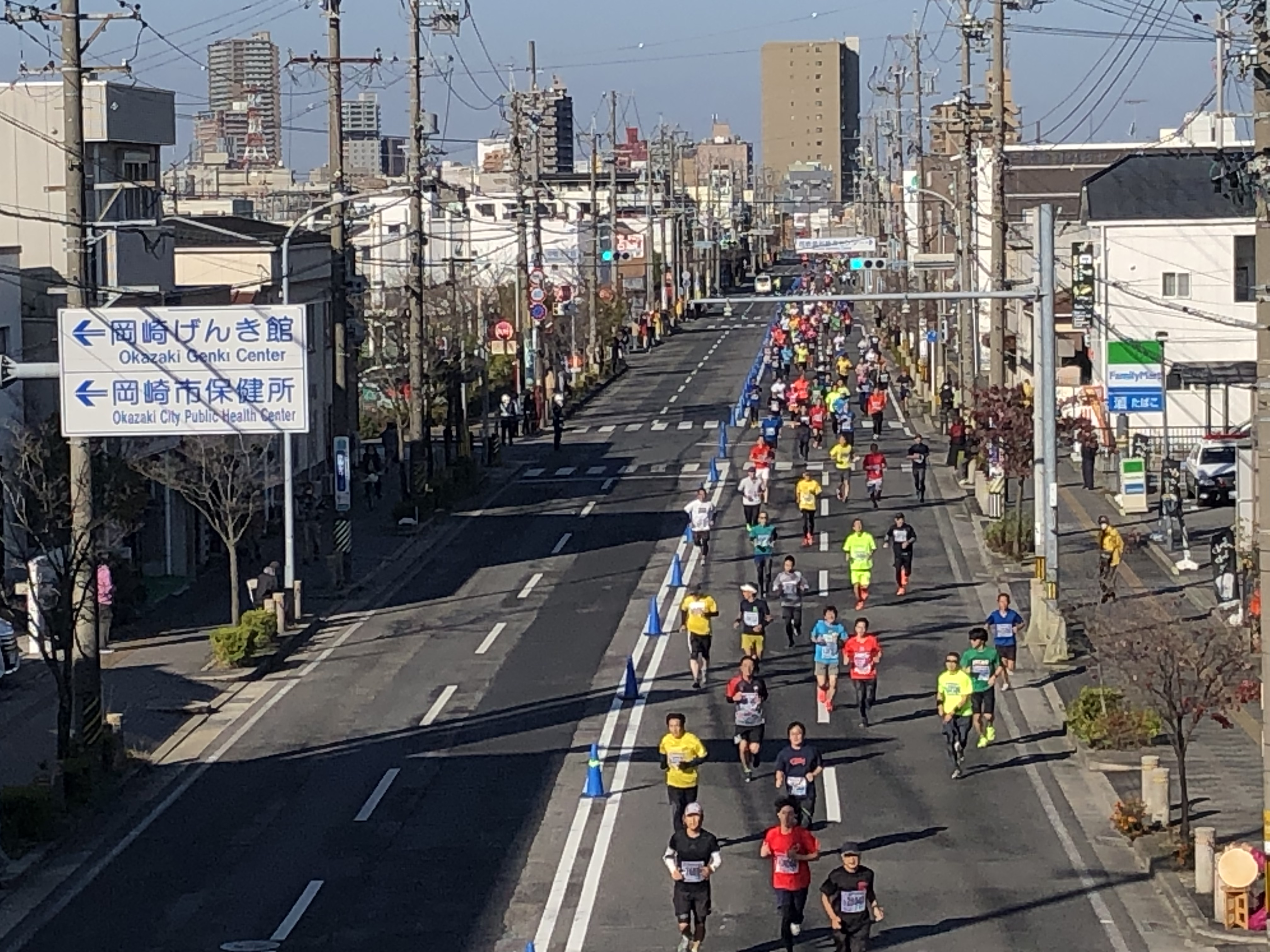
ファミリーマート岡崎元欠町店の付近。おかざきマラソン。

- 元欠町公民館
- 根石学区市民ホーム
- ファミリーマート岡崎元欠町店

## その他

### 日本郵便
- 郵便番号 : 444-0016[3]（集配局：岡崎郵便局[12]）。

## 参考資料
- 「角川日本地名大辞典」編纂委員会 編『角川日本地名大辞典 23 愛知県』角川書店、1989年3月8日。ISBN 4-04-001230-5。
- 有限会社平凡社地方資料センター 編『日本歴史地名大系第23巻 愛知県の地名』平凡社、1981年。ISBN 4-582-49023-9。